# Tazir
Pour les articles homonymes, voir Tazir (homonymie).
 (avril 2021).
Tazir (en arabe : taʿzīr, تعزير, châtiment ; blâme) est un terme du droit pénal musulman qui désigne les peines laissées à la discrétion des autorités musulmanes locales. C'est l'une des trois principales catégories de sanctions pénales existantes dans la charia aux côtés des hudud (punitions explicitement prescrites par le Coran et la Sunna) et du qisas (représailles proportionnées en cas de lésions corporelles intentionnelles ou de meurtre).  
Lorsque les conditions d'un hadd (singulier de hudud) ne sont pas réunies pour que celui-ci soit appliqué (exemple : un vol d'un bien d'une valeur n'excédant pas le nissab (en), un viol commis en l'absence de témoins masculins, etc., il arrive qu'un tazir soit prononcé en lieu et place de ce dernier (exemple : une peine de prison). 

## Les différents types de tazirat
Contrairement aux hudud et au qisas, les tazirat (pluriel de tazir) ne sont pas spécifiques et comprennent un large éventail de punitions dont les principales sont : l'avertissement (dal-wa'dh), le blâme (al-tawbikh), le sursis (al-tahdid), le boycott (al-hajr), la dénonciation publique (al-tashir), l'amende (al-gharama), la confiscation des biens (al-mousadara), l'emprisonnement (al-habs), la flagellation (al-jald) et même, selon certains juristes (hanafites et malikites notamment), la peine de mort (al-ta'zir bi al-qatl).   

### Flagellation
Le faqîh hanafite Al-Qoudouri (ar) précise dans son Moukhtassar que les coups de fouet administrés dans le cadre d'un tazir sont les plus violents, devant ceux donnés au fornicateur, au buveur de vin et au calomniateur (tous trois passibles d'un hadd). 

#### Nombre maximum de coups de fouet administrables dans le cadre d'un tazir
Parmi toutes les sanctions susmentionnées, la flagellation demeure une option de choix pour les juristes musulmans (fouqaha), qui sont cependant en désaccord sur le nombre maximum de coups de fouet administrables dans le cadre d'un tazir.